# 大聖護国寺
大聖護国寺（だいしょうごこくじ）は、群馬県高崎市八幡町にある真言宗豊山派の寺院である。東京の音羽護国寺の前身である。

## 歴史
寺伝では、建保3年（1215年）、定弘の建立とされる。定弘は、山城国醍醐寺で天皇の病気平癒の祈祷を行い、祈祷の本尊である不動明王像を下賜されたのち、当地に下向してこの寺を開基したのだという。
寛永年間まで碓氷八幡宮（現在の上野國一社八幡宮）の別当寺で、現在も、上野國一社八幡宮の東に隣接している。
寛文元年（1661年）、後に江戸幕府5代将軍となる徳川綱吉が、上野国館林藩に封ぜられると、綱吉の母・桂昌院は、帰依していた僧・亮賢を招き、上野国高崎の地にある当寺の第24世住職（碓氷八幡宮の別当職）に充てた。
延宝8年（1680年）、綱吉が将軍となると、翌延宝9年、亮賢に幕府の有する高田御薬園の地を与えて一寺を開かせた。
その寺は、当寺の名（大聖護国寺）を継いで、「神齢山 悉地院 大聖護国寺」と号したが、これが東京の音羽護国寺である。なお「悉地院」という院号も、当寺の院号であったことが明徳元年（1390年）書写の経奥書に見える。